# 绵竹年画
绵竹年画是产于四川省绵竹市的一种木版水印画，与苏州桃花坞年画、天津杨柳青年画、山东潍坊年画并称中国四大年画。